# کوه انکایی
انکایی زان (به ژاپنی: 円海山 Enkaizan) در استان کاناگاوا (神奈川県) در نزدیک شهر یوکوهاما قرار دارد. ارتفاع این کوه ۱۵۳ متر است.  

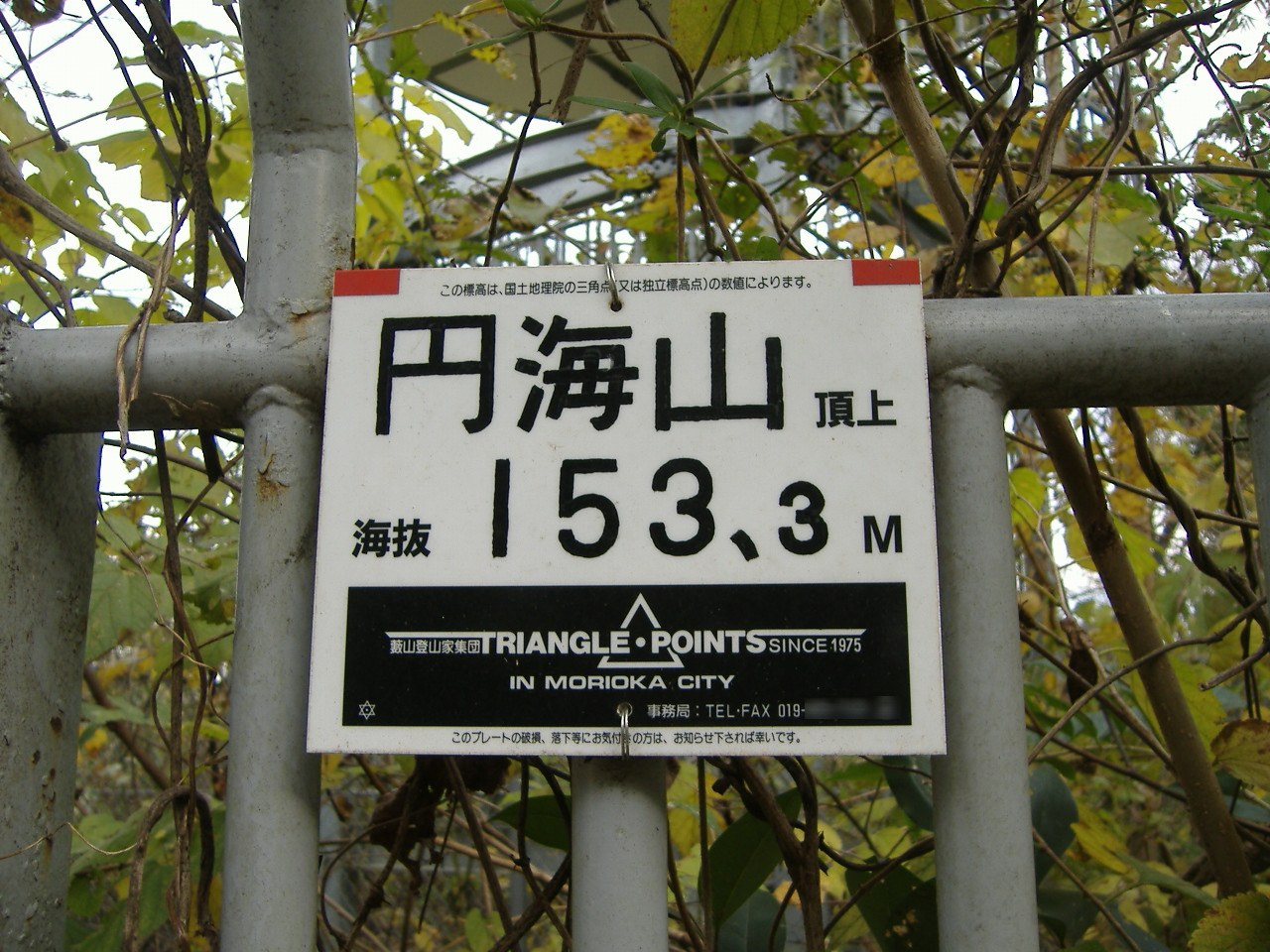
تابلویی که قلهٔ کوه انکایی را نشان می‌دهد.